# أضاليا (خنفساء)
دعاسيق أضاليا (الإسم العلمي:Adalia)، هو جنس يتبع فصيلة الدعسوقيات من رتبة الخنافس، ويحتوي على نوعين فقط، هما دعسوقة ذات النقطتين ودعسوقة ذات عشرة نقاط.